# مسجد الجمعة في شماخى
مسجد الجمعة في شماخى، هو مسجد أثري يقع في مدينة شماخى بدولة أذربيجان. يعتبر أقدم مسجد في دولة أذربيجان.
 سجل المسجد كمعلم تاريخي وثقافي ذو أهمية للبلد من قبل وزارة الثقافة والسياحة في جمهورية أذربيجان.

## تاريخ بناء المسجد

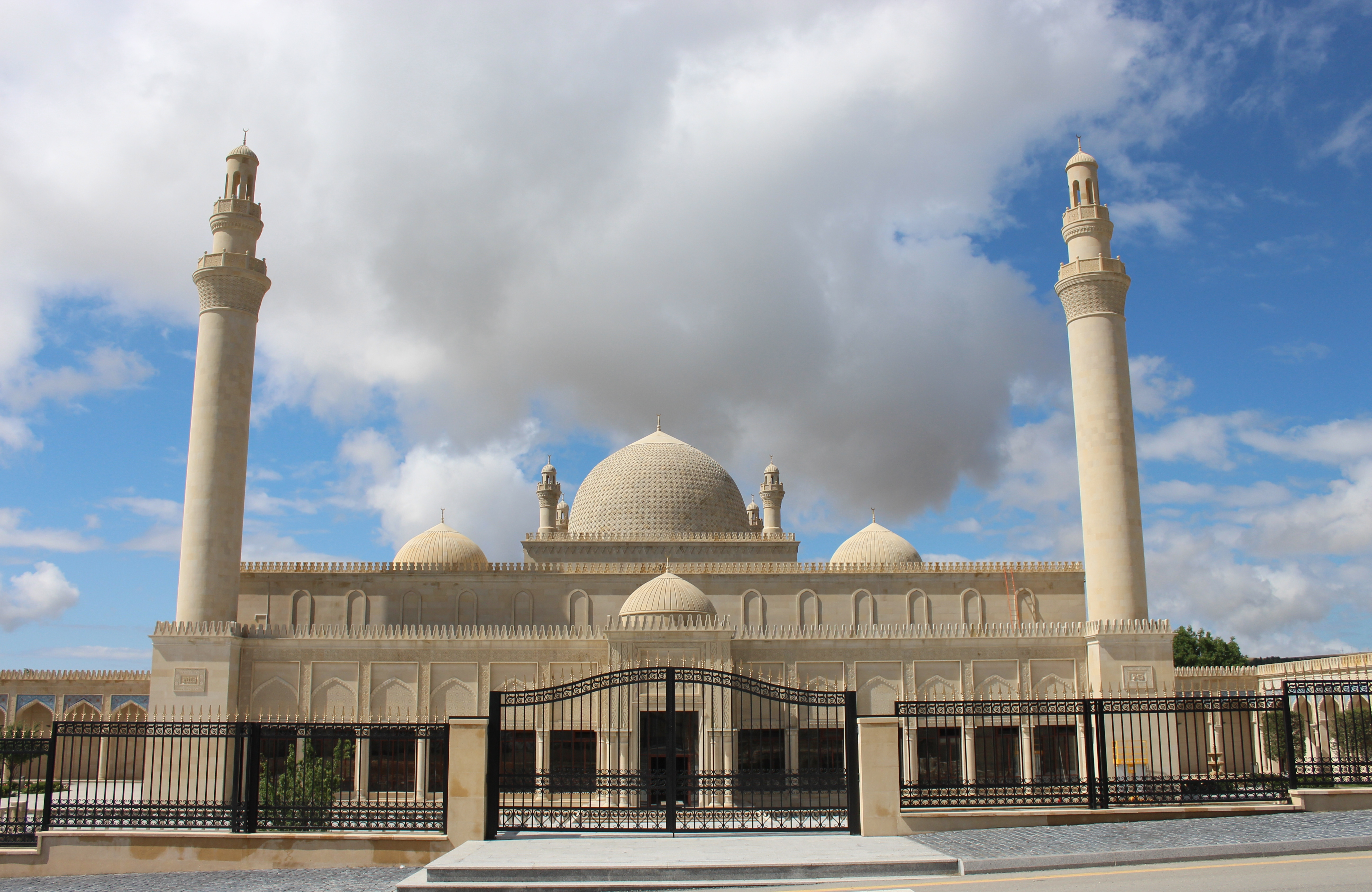
مسجد الجمعة

بني وشيد المسجد في عامي 743-744، ويعتبر أقدم مسجد في المنطقة بعد مسجد الجمعة في دربند الذي بُنِى في عام 734 في جنوب القوقاز.
دُمِّر المسجد خلال زلزالي شماخى في عامي 1856 و1902، ورمم بناء المسجد لأول مرة من قبل قاسم باي حاجيبابايوف، ثم من قبل إيوسف بلوشكو.
كما رمم حديثًا بأمر من الرئيس الأذربايجاني إلهام علييف في 2010-2013 بعد أن أحرقه الأرمن في عام 1918. وافتتح مسجد الجمعة في شماخى بعد أعمال الترميم في 17 مايو عام 2013، وشارك رئيس جمهورية أذربيجان إلهام علييف في مراسم الافتتاح.

## عمارة المسجد
تبلغ مساحة المسجد الحالية 804 متر مربع ومكون من طابقين. أثناء أعمال الترميم زينت القباب الصغيرة بزخارف. ويسع المسجد 1500 شخصًا.